# Saturday Night (película de 2024)
Saturday Night es una película biográfica de comedia dramática estadounidense dirigida por Jason Reitman a partir de un guion que coescribió con Gil Kenan, y ambos también la coprodujeron junto a Jason Blumenfeld, Erica Mills y Peter Rice. La película está protagonizada por Gabriel LaBelle, Cooper Hoffman, Rachel Sennott, Ella Hunt, Emily Fairn, Kim Matula, Lamorne Morris, Dylan O'Brien, Cory Michael Smith y el recién llegado Matt Wood.
SNL 1975 fue lanzada por Sony Pictures Releasing y Universal Pictures el 11 de octubre de 2024.

## Premisa
El 11 de octubre de 1975, el productor novato Lorne Michaels llega a los estudios NBC en la ciudad de Nueva York para prepararse para la emisión del primer episodio de Saturday Night de NBC .
La caótica velada está plagada de incidentes disruptivos, un elenco que oscila entre la hostilidad y la rebeldía, y un equipo generalmente despectivo. El jefe de Michaels, Dick Ebersol , le advierte que el ejecutivo de la NBC, David Tebet, ha traído a ejecutivos de todo el país para ver la transmisión. A pesar de las palabras de aliento de Tebet a Michaels, Ebersol le deja claro que Tebet tiene poca fe en el programa y está dispuesto a repetir un episodio de The Tonight Show Starring Johnny Carson para cubrir el espacio si las cosas no salen bien.
Garrett Morris , quien tiene experiencia en teatro operístico , cuestiona su relevancia entre un elenco de cómicos; John Belushi se siente alejado de todos y causa peleas; Jim Henson está molesto por cómo los escritores están tratando su segmento de los Muppets ; los propios escritores, especialmente Michael O'Donoghue , chocan con la censura Joan Carbunkle y sus demandas; el presentador George Carlin piensa que lo que le piden que haga es estúpido y vergonzoso; y todos intentan averiguar qué tipo de programa es. Mientras tanto, Chevy Chase confronta a Milton Berle cuando comienza a coquetear con su novia, Jacqueline; Berle lo humilla y le dice que no llegará a nada. Michaels recibe una llamada del propio Johnny Carson , quien es burlón y degradante.
A pesar de que Michaels le advierte que no lo haga, Ebersol intenta vender la idea de realizar un sketch con una cámara Polaroid con fines de colocación de productos . Belushi se ofende y abandona el set con la intención de renunciar. Mientras todos lo buscan, el asistente Neil Levy recibe un porro de Paul Shaffer y sufre un ataque de pánico , encerándose en un armario. Finalmente, el elenco lo convence de salir. Sintiéndose desesperanzado, Michaels se dirige a un bar local, donde conoce al guionista de comedia Alan Zweibel y lo contrata en el acto para que se convierta en guionista del programa. Michaels y Gilda Radner encuentran a Belushi patinando sobre hielo en la pista frente al 30 Rockefeller Plaza y lo convencen de que regrese al programa y firme su contrato. Michaels se motiva aún más para continuar con el programa después de tener una breve charla con Henson.
Tebet llega, exigiendo que se cancele el espectáculo a menos que Michaels le muestre exactamente lo que implica. Andy Kaufman interpreta su sketch de Mighty Mouse , lo que provoca la risa de todos. Michaels le pide entonces a Chase que se encargue de Weekend Update , que él mismo había planeado presentar. Chase improvisa una versión de Weekend Update con el material recién escrito por Zweibel, lo cual tiene éxito. El público llega y llena el recinto mientras el elenco y el equipo terminan la escenografía y se preparan. Tebet permite que el espectáculo en vivo se transmita. O'Donoghue y Belushi interpretan el sketch de "Wolverines", que tiene una gran acogida entre el público. Chase entra en escena y anuncia: "¡ En directo desde Nueva York, es Saturday Night Live ! ".

## Reparto

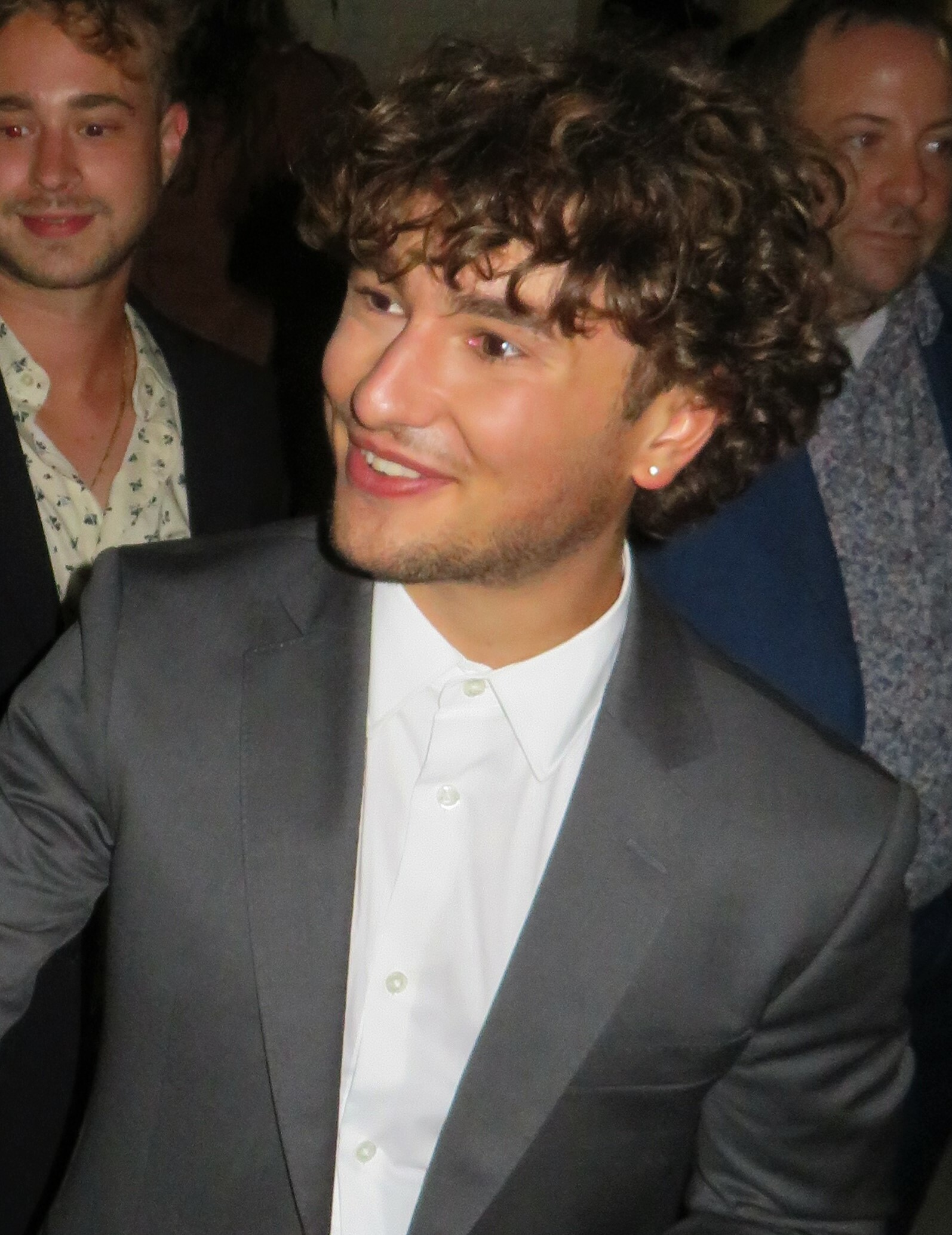
Gabriel LaBelle interpreta al productor de SNL Lorne Michaels en la película.

- Gabriel LaBelle como Lorne Michaels
- Cooper Hoffman como Dick Ebersol
- Rachel Sennott como Rosie Shuster
- Ella Hunt como Gilda Radner
- Emily Fairn como Laraine Newman
- Kim Matula como Jane Curtin
- Dylan O'Brien como Dan Aykroyd
- Lamorne Morris como Garrett Morris
- Cory Michael Smith como Chevy Chase
- Matt Wood como John Belushi
- Nicholas Braun como Jim Henson / Andy Kaufman
- Tommy Dewey como Michael O'Donoghue
- Nicholas Podany como Billy Crystal
- Andrew Barth Feldman como Neil Levy
- Kaia Gerber como Jacqueline Carlin
- Finn Wolfhard como Empleado de NBC

## Producción
En mayo de 2023 se anunció que Jason Reitman dirigiría, coescribiría y produciría una película sobre la creación de la serie Saturday Night Live. Él, junto con su colaborador de Ghostbusters: Afterlife (2021) y Ghostbusters: Frozen Empire (2024), Gil Kenan, realizó entrevistas con el elenco vivo y el equipo de la temporada de estreno para desarrollar mejor el guion.  En enero de 2024, Gabriel LaBelle fue elegido para interpretar a Lorne Michaels, con Cooper Hoffman, Rachel Sennott, Ella Hunt, Emily Fairn, Kim Matula, Dylan O'Brien, Lamorne Morris, Cory Michael Smith y Matt Wood como Dick Ebersol, Rosie Shuster, Gilda Radner, Laraine Newman, Jane Curtin, Garrett Morris, Dan Aykroyd, Chevy Chase y John Belushi, respectivamente.    Nicholas Braun, Tommy Dewey y Nicholas Podany se agregaron en marzo para interpretar a Jim Henson, Michael O'Donoghue y Billy Crystal, respectivamente.  Andrew Barth Feldman, Kaia Gerber y Finn Wolfhard se unieron al elenco ese mismo mes. 
La fotografía principal comenzó en marzo de 2024, en Atlanta y Fayetteville, Georgia, bajo el título provisional Wolverines.    Se rodaron escenas fuera del Rockefeller Plaza el fin de semana del 9 y 10 de marzo de ese año.

## Marketing
Las primeras fotos de la película fueron publicadas en exclusiva por Vanity Fair el 7 de agosto de 2024, seguidas por el lanzamiento del primer póster y tráiler al día siguiente.

## Lanzamiento
El 30 de julio, se anunció que el título se cambió del título provisional de SNL 1975 a Saturday Night, que era el título original del programa durante su primera temporada, ya que había un programa competidor en ese momento en ABC llamado Saturday Night Live with Howard Cosell. También se le dio la fecha de estreno del 11 de octubre de 2024, a exactos 49 años del día en que SNL se estrenó en NBC. También se insinuó que la película podría tener su estreno mundial en el Festival Internacional de Cine de Toronto de 2024.